# Bellows Falls
Bellows Falls − wieś w granicach miasta Rockingham w hrabstwie Windham, w stanie Vermont w Stanach Zjednoczonych. Liczba ludności według spisu z roku 2000 wynosiła 3165 osób. W Bellows Falls jest siedzibą zabytkowej linii kolejowej „Green Mountains RR” i dorocznego Festiwalu nad Rzeką.

## Historia
Znajdujący się na terenie miejscowości wodospad był w odległej przeszłości miejscem połowów plemienia Abenaków z algonkiańskiej rodziny językowej, którzy chwytali tu znaczne ilości łososi i śledziowatych alosa. Indianie mieszkali w tej okolicy przez tysiące lat przed przybyciem europejskich osadników. Później poszczególne szczepy plemienia zaczęły wymierać: Abenakowie walczyli po stronie Francuzów w wojnie z Anglikami, co doprowadziło do zniszczenia ich głównej osady w 1724 roku, stopniowego rozpadu więzi społecznych oraz niemal całkowitego upadku plemiennej kultury i języka.

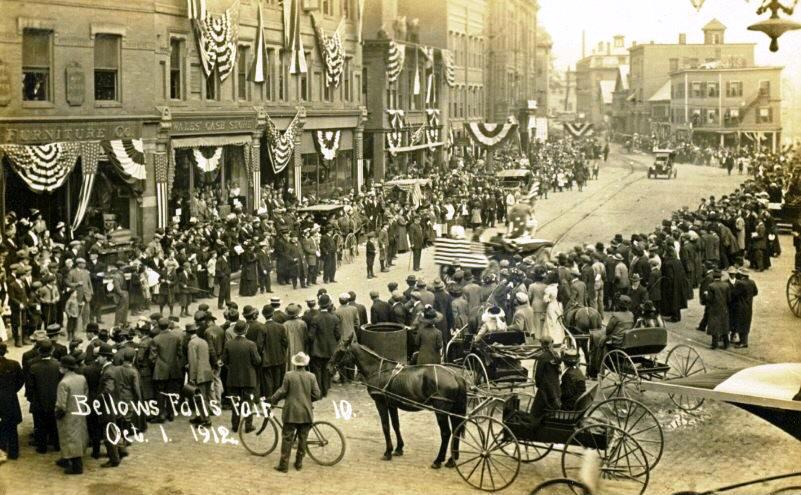
Festiwal w Bellows Falls (1912)

Pierwszą osadę założyli w tym miejscu w roku 1753 koloniści angielskiego pochodzenia i nazwali ją Great Falls. Późniejsi przybysze przemianowali nazwę miejscowości na Bellows Falls od nazwiska miejscowego posiadacza ziemskiego, pułkownika Benjamina Bellowsa. W roku 1785 pułkownik Enoch Hale zbudował przy wodospadzie pierwszy most przez Connecticut. Przez ponad dziesięć lat był to jedyny most nad tą rzeką, dopóki w roku 1796 nie zbudowano drugiego w Springfield, w stanie Massachusetts. Dzisiaj Bellows Fall łączą z miasteczkiem Vilas w stanie New Hampshire trzy mosty.
W latach 1791–1802 zbudowano „Bellows Falls Canal”, kanał żeglowny, który za pomocą ośmiu śluz pokonywał 16-metrową różnicę poziomów, umożliwiając transport wodny omijający wodospad. Przy okazji wykorzystano dla celów przemysłowych energię wodną wodospadu, co pozwoliło na industrializację miejscowości.
W 1802 zbudowana została pierwsza w hrabstwie Windham papiernia korzystająca z energii wodnej, a w 1849 Bellows Falls stało się ważnym węzłem kolejowych dwóch przecinających się tu linii. Do roku 1859 w miasteczku czynne były przędzalnia wełny i zakład włókienniczy, a obok nich fabryki produkujące meble, okucia i zasłony okienne, wyroby żeliwne, powozy, broń, podkowy i uprzęże konne, a nawet organy. Jednak głównymi produktami był papier i maszyny rolnicze. Bellows Falls otrzymało niepełne prawa miejskie w 1909 roku.
Uprzemysłowienie przyniosło miasteczku dostatek, co zaowocowało rozwojem sieci handlowej i budownictwa mieszkaniowego. Dziś Bellow Falls przyciąga turystów malowniczym położeniem i budowlami w stylu wiktoriańskim.

## Bellows Falls na starych pocztówkach

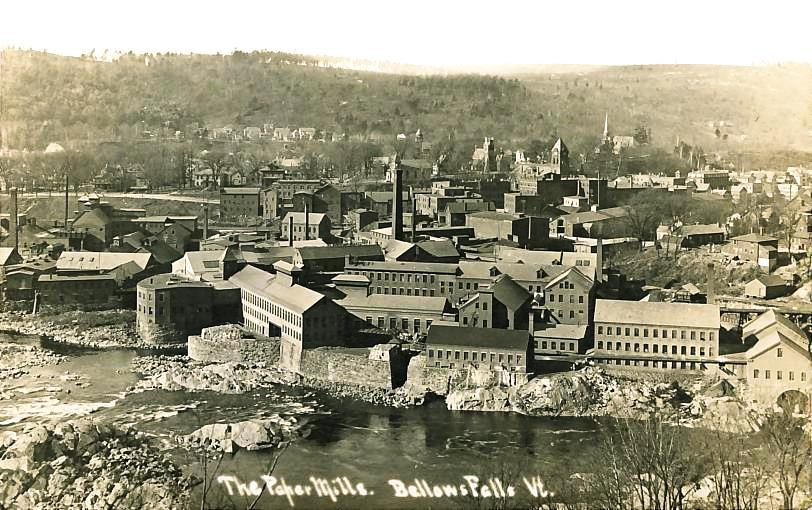
Papiernia w roku 1907
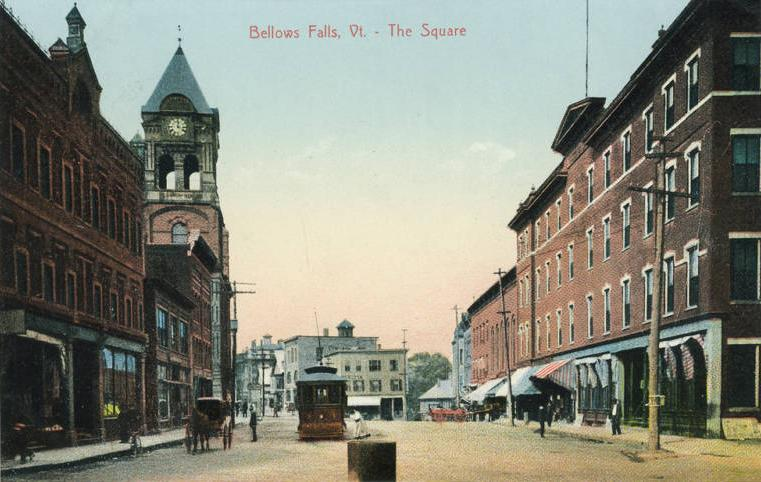
Rynek miejski około 1908
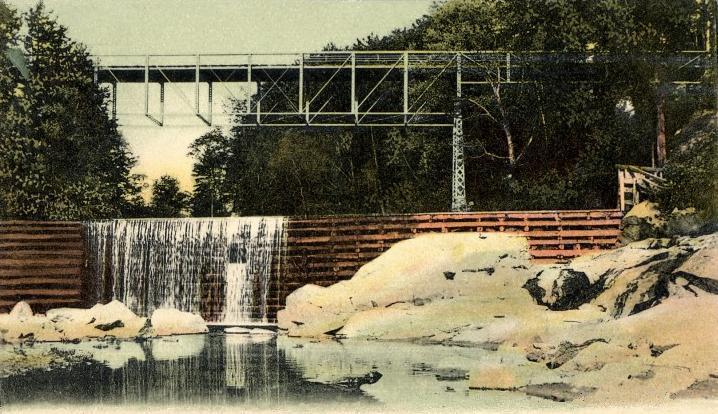
Most Westminster nad rzeką Saxton w roku 1906
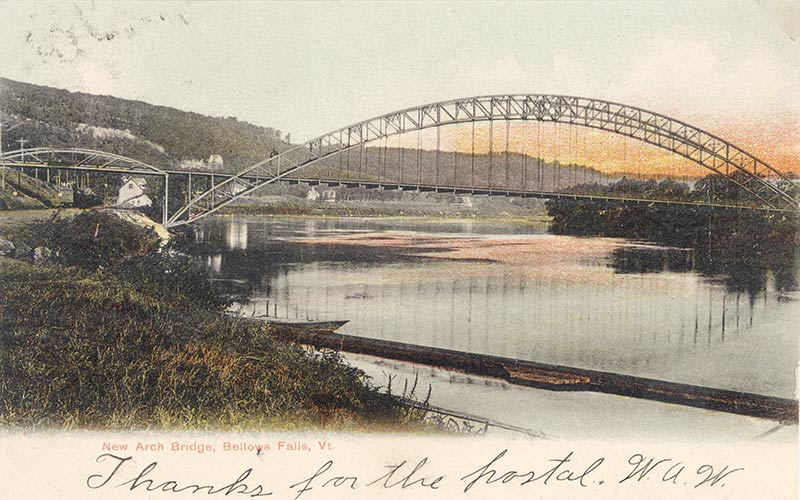
Rok 1905: nowy most w Bellows Falls

## Związani z miastem
- Carlton Fisk, baseballista grający w Boston Red Sox i Chicago White Sox
- Hetty Green, milionerka, symbol skąpstwa